# Nimetönoja (vattendrag i Finland)
Nimetönoja är ett vattendrag i Finland.   Det ligger i landskapet Lappland, i den norra delen av landet, 800 km norr om huvudstaden Helsingfors.